# Якушевич Сергій Гаврилович
Якушевич Сергій Гаврилович (нар. 20 жовтня 1865 року, Климовичі, Могильовська губернія, Російська імперія — пом. 1932 року, УРСР, СРСР) — український лікар, терапевт, викладач.

## Життєпис
Закінчив медичний факультет Імператорського Харківського університету (1891) . З 1898 р. працював у факультетській клініці, керованою професором Оболенським І. М., В  1903 році захистив докторську дисертацію: «К вопросу о клиническом значении определения стойкости красных кровяных телец при разных болезнях». Повернувшись із Берліну, продовжував працювати на кафедрі факультетської терапії лаборантом. В 1907 році він одержав звання приват-доцента на кафедрі, вів курс   лекцій з гематології. Професор на кафедрі приватної патології і терапії Харківського Жіночого медичного інституту (1910), професор шпитальної клініки (1913), завідувач кафедри шпитальної терапії Харківського медичного інституту (1922). Директор госпітальної клініки (1922—1930 рр), серед співробітників кафедри того часу значилися Файншмідт І. І.    

## Науковий доробок
Під керівництвом С. Г. Якушевича колектив кафедри вивчав проблеми гематології, нефриту, уроджених вад серця.
Професор С. Г. Якушевич одним з перших у Радянському Союзі звернув увагу на вплив професійних умов праці на організм. У 1926 році на I Всеукраїнському з'їзді терапевтів він виступив з доповіддю «Фізичний труд і серце», запровадив принципи наукової організації праці. Працюючи на базі МКЛ № 1 м. Харкова, він зазначав, що хворі, внаслідок важкої виснажуючої праці більшою мірою хворіють на серцево-судинні захворювання. Автор 29 наукових праць, під його керівництвом виконані 3 докторські дисертації.

## Вибрані праці
- «К вопросу о действии ванн с добавлением экстракта сосновых игл» (1901)
- «К вопросу о клиническом значении реакции Видаля у больных брюшным тифом» (1901)
- «К вопросу о клиническом значении определения стойкости красных кровяных телец» (1903)
- «К вопросу об осмотерапии» (1925), «Определение у живого человека веса и объема сердца» (1927)

## Громадська діяльність
Був першим головою терапевтичної секції Харківського медичного товариства після Жовтневої революції, редактором відділу «Внутренняя медицина» журналу «Врачебное дело», організатором першого студентського наукового гуртка в інституті і на кафедрі.
С. Г. Якушевич також відкрив амбулаторію для студентів, був консультантом студентської лікарні.

## Пам'ять
Щодо професора Якушевича С. Г. згадувала випускниця 1928 року, в подальшому професор кафедри нормальної фізіології Української медичної стоматологічної академії (Полтава) Фуголь О. М. «Еще вспоминаю о профессоре С. Г. Якушевиче, внушительном внешне и по поведению, высоком, с большой белой бородой. Профессор учил мастерству диагностики, тонкими длинными пальцами пальпировал границы сердца. Этого никому не удавалось, все учились перкутировать, а он пальпировал, тонко и точно» .
На 155-річчя з народження персоналії відгукнулась наукова медична бібліотека ХНМУ